# Thalloptera imbecilla
Thalloptera imbecilla är en tvåvingeart som beskrevs av Borgmeier 1927. Thalloptera imbecilla ingår i släktet Thalloptera och familjen puckelflugor. Inga underarter finns listade i Catalogue of Life.